# てんびん座ガンマ星
てんびん座γ星（てんびんざガンマせい、γ Lib / gamma Librae）は、てんびん座の恒星で4等星。

## 概要
二重星でおそらく連星であると考えられている。その場合、地球からは主星Aと42.5秒離れて見える伴星Bは、主星Aから少なくとも2,100au離れた軌道を55,000年以上かけて回っていることとなる。以前は主星A自体が近接連星であると考えられていたが、分光観測を含めたあらゆる観測によっても分解できないことから、単独の恒星であると考えられるようになった。

## 名称
固有名ズベン・エル・ハクラビ (Zubenelhakrabi) は、てんびん座α星と同じくアラビア語で「南の爪」を意味する الزبن الجنوبي (az-zuban al-janūbiyy) に由来するが、この名称がてんびん座γ星のものとなった経緯は複雑である。元々この名称は、ヨハン・バイエルが「さそり座γ星」と符号を付けた恒星の名称であった。しかし、さそり座の他の恒星と離れた位置にあることから、19世紀のアメリカの天文学者ベンジャミン・グールドは、この「さそり座γ星」をてんびん座の一部とし、新たに「てんびん座σ星」という符号を振り直した。ところがこの時に、本来さそり座γ星に付けられていたZubenelhakrabiという名前が、てんびん座γ星の名称であると誤解されるという混乱が生じた。さらに面倒なことに、19世紀前期のアメリカのイライジャー・バリットは、彼の出版した星図の中で、Zubenhakrabiという名前を誤って「てんびん座η星」に対して付けていた。
以上のような混乱があったが、2017年9月5日、国際天文学連合の恒星の命名に関するワーキンググループ (Working Group on Star Names, WGSN) は、Zubenelhakrabi をてんびん座γ星Aの固有名として正式に定め、本来この名前が付けられるべきてんびん座σ星Aに対してはBrachiumという固有名を定めた。